# Accertamento sospetto abuso su minore
L'accertamento sospetto abuso su minore è un metodo di scienza forense adoperato dall'unità valutativa multidisciplinare (UVM), in forza alle istituzioni di polizia o dei servizi sociali, per indagare e rilevare abusi nei confronti di minorenni.
In Inghilterra, l'équipe lavora di concerto col Operational Command Unit all'interno del Specialist Crime Directorate.
Obiettivi dell'UVM:
- Condurre indagini su casi di sospetto abuso
- Determinare un'ipotesi di accusa di colpevolezza
- Prevenire ulteriori abusi
- Offrire sostegno ed assistenza alla vittima
- Promuovere l'attenzione sul problema
- Monitorare gli aggressori conosciuti

Nell'ambito della polizia municipale, il Child Abuse Investigation Command è una delle cinque sezioni speciali di investigazione criminale:
- L'équipe principale investigativa: si impegna verso quei casi di infanticidio e abusi complessi relativi al contesto familiare;
- L'unità anti-pedofilia: effettua indagini sulla pedofilia organizzata e verso coloro che producono e distribuiscono materiale pedopornografico;
- L'unità anti-crimine Hi-Tech: fornisce supporto tecnico ed informatico sulle indagini;
- L'unità di salvaguardia minorile fornisce informazioni alle su dette unità sul sistema di difesa sociale e sulle iniziative in corso da parte della Commissione per la difesa del ragazzo. Supporta inoltre il Gruppo di sostegno indipendente di prevenzione minorile e altri servizi sociali impegnati nella lotta contro l'abuso.
- L'unità aeroportuale di prevenzione: sono piccoli gruppi di investigatori di stanza presso i principali aeroporti che si occupano di prevenire il Traffico di esseri umani, la Tratta di immigrati e l'induzione al lavoro minorile.